# Хаджибаев, Абдухаким Муминович
Абдухаким Муминович Хаджибаев (узб. Abduhakim Mo'minovich Xajiboev; 2 ноября 1951 года, Зангиатинский район, Ташкентская область, Узбекская ССР, СССР) — узбекский врач, учёный и государственный деятель, доктор медицинских наук. С 3 ноября 2020 года по 11 ноября 2021 года министр здравоохранения Узбекистана.

## Биография
В 1974 окончил Ташкентский государственный медицинский институт. В 1974—1975 годах был врачом-интерном Республиканской клинической больницы № 1. С 1975 по 1990 год работал в Ташкентском филиале Всесоюзного научно-исследовательского института клинической и экспериментальной хирургии врачом-хирургом, младшим научным сотрудником, старшим научным сотрудником, ведущим научным сотрудником. В 1981 году он защитил кандидатскую диссертацию, а в 1990 году стал доктором медицинских наук, защитив диссертацию на тему «Современные подходы к диагностике и выбору тактики хирургического лечения повреждений мочевого пузыря и уретры».
В 1990—1999 годах сначала работал главным научным сотрудником, а затем начальником отдела Научного центра хирургии имени академика В. Вахидова (ныне Республиканский специализированный научно-практический медицинский центр хирургии имени В. Вахидова).
В 1999 перешёл на работу в Республиканский научный центр экстренной медицинской помощи (РНЦЭМП) на должность заместителя генерального директора по научной работе и подготовке кадров. В 2000 году он стал главой РНЦЭМН и занимал этот пост до 2003 года.
В 2003—2007 годах он был первым заместителем министра здравоохранения Узбекистана. С 2007 по 2016 год занимал должность генерального директора Республиканского научного центра экстренной медицинской помощи. В 2016—2017 году занимал пост первого заместителя министра здравоохранения Узбекистан, а с 2017 по 2020 год был заместителем министра здравоохранения. С июля по ноябрь 2020 года — Первый заместитель министра здравоохранения Республики Узбекистан.
3 ноября 2020 года президент Узбекистана Шавкат Миромонович Мирзиёев подписал указ о назначении Абдухакима Муминовича Хаджибаева министром здравоохранения Узбекистана сменив на этом посту Алишера Шадманова. 11 ноября 2021 года указом президента Узбекистана снят с должности министра здравоохранения, а 13 ноября назначен заместителем председателя Федерации профсоюзов Узбекистана.

## Научная деятельность
Абдухаким Хаджибаев опубликовал 5 монографий, 21 методических рекомендаций, 670 научных статей, 16 изобретений, а также совершил открытие. Он внедрил новые методы хирургического лечения заболеваний пищевода и желудка.
Список монографий:
- «Клиническая морфология язвенной болезни»[8]

## Награды
- «Заслуженный работник Здравоохранения Узбекистана»
- Орден «Эл-юрт хурмати»